# Jean Moreau (chanoine)
Pour les articles homonymes, voir Jean Moreau et Moreau.

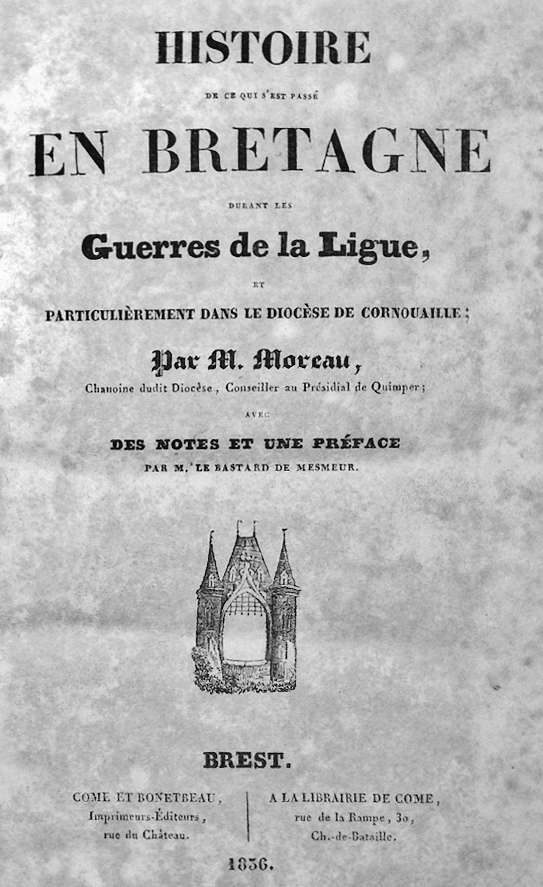
Page de titre de l'ouvrage du chanoine Jean Moreau sur les Guerres de la Ligue en Bretagne publié en 1836 par Le Bastard de Mesmeur.

Jean Moreau (vers 1552, Quimper -29 juin 1617, Quimper), fils d'Augustin Moreau, substitut à la Cour de Quimper vers 1550 et de sa femme Marie Lhonoré, héritière de Keraval en Plomelin, conseiller au présidial de Quimper Corentin, est un chanoine de Cornouaille qui s'est engagé du côté de la Sainte Union en 1586 durant la dernière phase de la guerre de religion. Ses mémoires, rédigées à partir de 1606, sont une source rare de l'histoire de cet épisode en Basse Bretagne.
Les Mémoires du chanoine Jean Moreau sur les guerres de la ligue en Bretagne, ont été publiées en 1836 par Alain Jean Marie Le Bastard de Mesmeur, alors maire de Fouesnant.
Une rue de Quimper dans le quartier de Locmaria porte son nom : rue du Chanoine Moreau

## Éditions de son œuvre
- Henri Waquet, Mémoires du chanoine Jean Moreau sur les guerres de la ligue en Bretagne, Archives historiques de Bretagne, Quimper, 1960.